# Бхаума (династия)
Династия Бхаума является второй легендарной династией царства Прагджьётиша после династии Данава. Наракасура, который, как говорят, основал эту династию, и его потомки Бхагадатта и Ваджрадатта впервые упоминаются в эпосах «Махабхарата» и «Рамаяна», в разделах, составленных в первые несколько столетий, хотя нет единства касательно местоположения царства: либо на северо-западе, либо в восточной Индии. Легенда о Наракасуре далее рассказывается в Калика-пуране (10–12 века), Йогини-тантре (16/17 века) и местных преданиях. Легенды про Прагджьётишу тесно связаны с Ассамом и Северной Бенгалией. Поздние версии легенд о Наракасуре указывают на местоположение царства в Камарупе.
Согласно Калика-пуране, династия была основана Наракасурой из Видехи после победы над царёмКираты Гхатакасурой, последним из династии Данавов. Подробности истории Нараки считаются мифологическими, хотя его исторический прототип мог быть одним из местных вождей Кирата или представителем одного из индийских племён. Прославление местного вождя и создание мифов о нём следуют схеме возникновения мифов, наблюдаемой в других частях Индии. В некоторых версиях, последний представитель династии, Супарна, был убит своими министрами. 
Существование династии Бхаумов не подтверждается никакими убедительными доказательствами.

## Правители
|   | Имя         | Происхождение                              | Супруга                   |
| - | ----------- | ------------------------------------------ | ------------------------- |
| 1 | Нарака      | сын Бхуми и Варахи, или Бхуми и Хираньякши | Майя (принцесса Видарбхи) |
| 2 | Бхагадатта  | сын Нараки                                 | неизвестно                |
| 3 | Пушпадатта  | сын Бхагадатты                             | неизвестно                |
| 4 | Ваджрадатта | сын Бхагадатты                             | неизвестно                |